# 摩士公園
摩士公園（英語：Morse Park）是一个位於香港九龍的公園，公園現時分為四部份，當中一號公園座落在黃大仙區竹園大同街、二號公園座落於黃大仙區竹園東頭村道165號、三號公園座落於黃大仙區橫頭磡鳳舞街40號、而四號公園則位於同區老虎岩杏林街30號。公園於1967年10月全部建成，佔地15.8公頃，為九龍第二大的公園（僅次於荔枝角公園），由香港康樂及文化事務署管理。摩士公園由香港賽馬會捐款興建，並以已故匯豐銀行前主席兼總司理雅瑟‧摩士爵士命名，以表揚他畢生為香港的貢獻。在2013年香港民政事務總署社區重點項目計劃（黃大仙區）的工程項目中，翻新摩士公園劇場是工程項目之一（工程計劃編號：070RE），耗資6740萬港元，在2016年第一季動工，2018年12月完工，劇場遂於2019年1月19日重開。

## 歷史
摩士公園一號公園和二號公園的前身是石鼓壟村及隔坑村之間的農地。摩士公園三號公園的前身是1950年至1965年分階段被清拆的九龍打鼓嶺村及英軍練靶場（地段WDL 18）。在1961年12月28日至1962年1月2日期間，香港童軍總會在此空地進行了金禧露營活動，活動共有2732名童軍參與。該空地亦曾用作臨時木屋安置區，安置被強制遷離市區危樓的居民。木屋區名為昇平村和太平村，旁邊有一個臨時電影戲棚，1964年木屋區居民獲徙置到秀茂坪新區。
香港政府其後將該地段以及鄰近的土地興建一个佔地44英畝的公園，在1966年11月動工，不消一年便建成，並在1967年10月6日由時任市政局主席兼市政事務署署長丁固（Geoffrey Tingle）主持揭幕。而公園內的游泳池則於1968年11月動工，並於1970年12月3日正式啟用。
在1969年，香港政府舉辦第一屆香港節，當中由邵氏兄弟集团（即無綫電視）舉行之遊艺晚会在此公園露天剧場舉行。雖然活動公佈時露天剧場仍在興建中，但仍能趕及在香港節前啟用，並在同年12月9日香港節第一天投入運作，劇場當時可容納5000人。香港政府在1971年舉辦第二屆香港節，麗的映聲在摩士公園舉行第二屆香港節小姐競選準決賽。
摩士公園園內種植了不少植物，當中以二號公園內的棕櫚園最為著名，在1996年更獲得獲得「綠化都市顯才華」園藝管理組別的優異獎。
在2016年7月時，手機遊戲Pokémon Go登陸香港後掀起熱潮，摩士公園屢次出現罕見小精靈，如「啟暴龍」及「化石飛龍」，高峰時候曾有過千人聚集，為求捉到稀有精靈，期間曾發生「訓練員」撞傷球員事件，公園事後更被戲稱为「迷你龍公園」。

## 社區重點項目計劃
在2013年，梁振英政府為各區議會預留一億元作推展社區重點項目，黃大仙區議會決定利用該撥款翻新摩士公園露天劇場和興建連接三號及四號公園的行人天橋。

### 翻新露天劇場
摩士公園四號公園的露天劇場未翻新前，劇場的設計一直為人詬病，因為主辦單位每次均需花費巨額來租用大型天幕及為舞台加設臨時設施才可在劇場進行表演；而劇場約三千個觀眾席中，只有一千個為有蓋及有椅背的座位，其餘的座位只提供石椅，而且並無上蓋及椅背，令觀眾欣賞表演時舒適度大打折扣。黃大仙區議會遂決定翻新露天劇場，包括擴建觀眾席上蓋、擴大舞台面積和改善座位設計，並於劇場前排增設輪椅席、增設劇場出入口和綠化設施，造價約6740萬港元。工程撥款於2015年7月14日獲立法會財委會通過，並在2016年第一季動工，2018年12月完成，劇場遂於2019年1月19日重開，由時任民政事務局局長劉江華主持開幕典禮。新劇場採用開放式設計，以引進自然日光及通風，而劇場上蓋亦設置天窗，增強劇場內日照效果；劇場亦設有金屬上蓋及鋼格柵欄作遮陽裝置，亦採用發光二極管燈具以減少碳排放及節約能源，達致可持續發展标準。

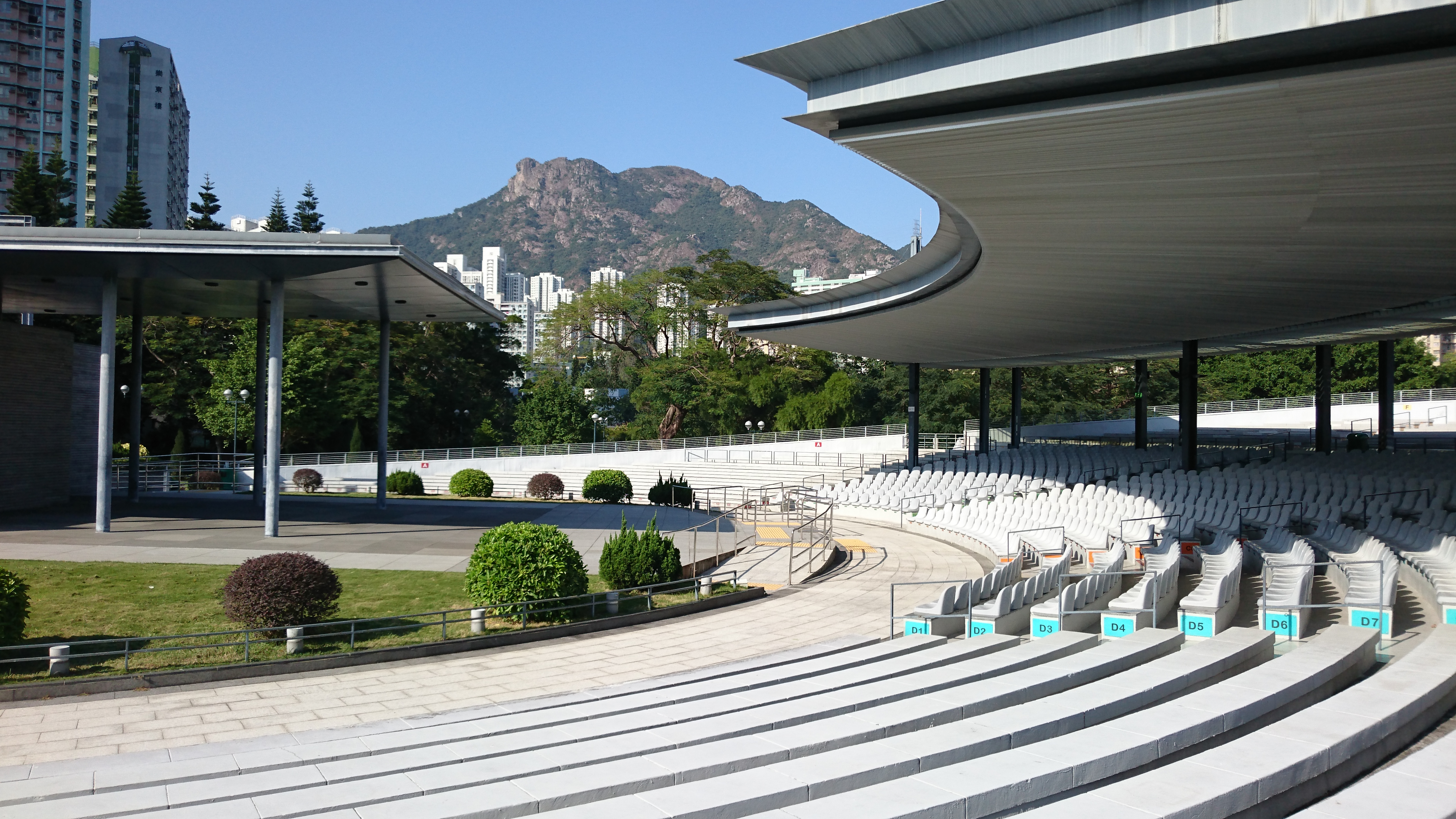
翻新前的露天劇場
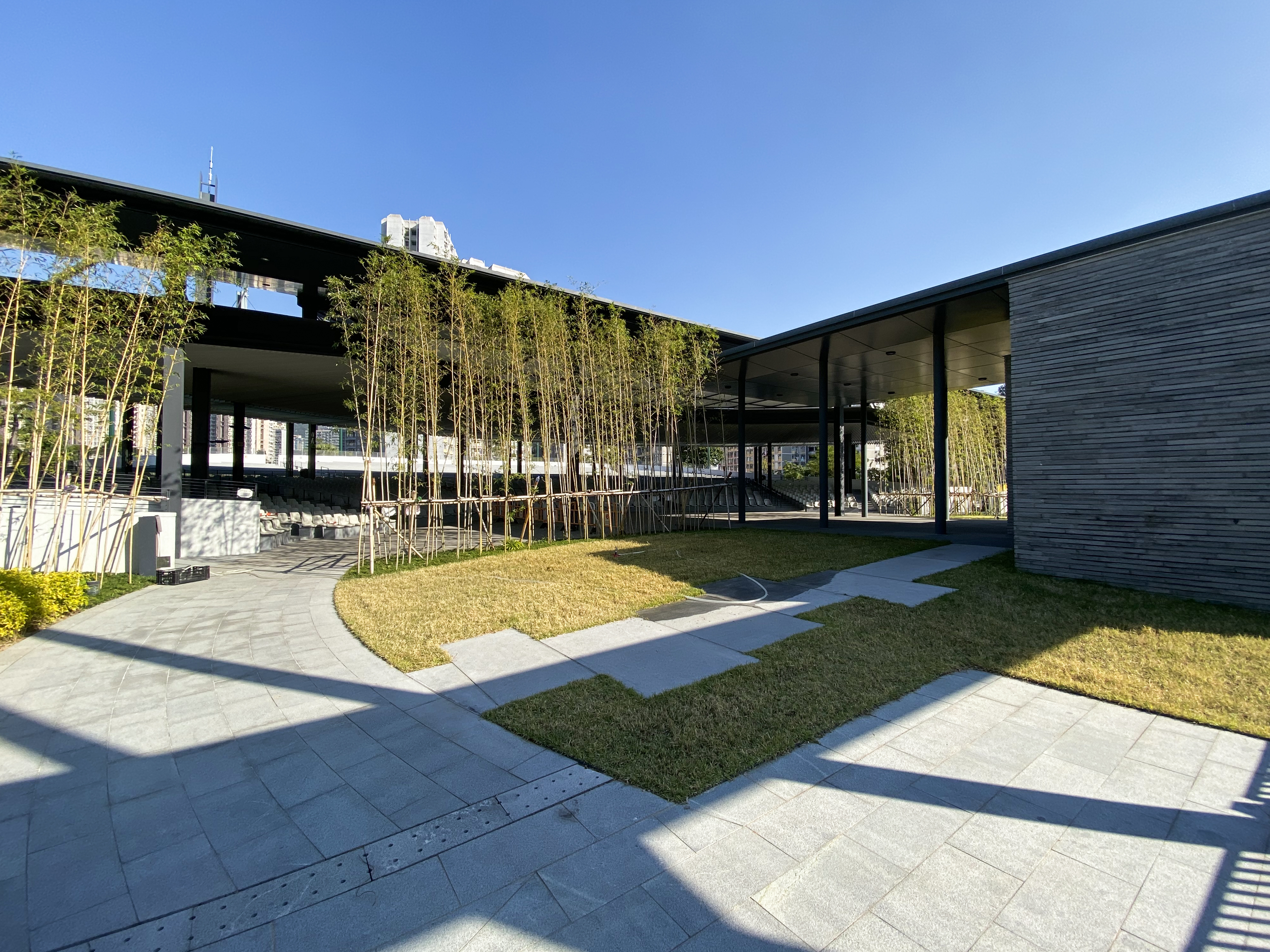
由建築署設計、2018年完成翻新的露天劇場外貌
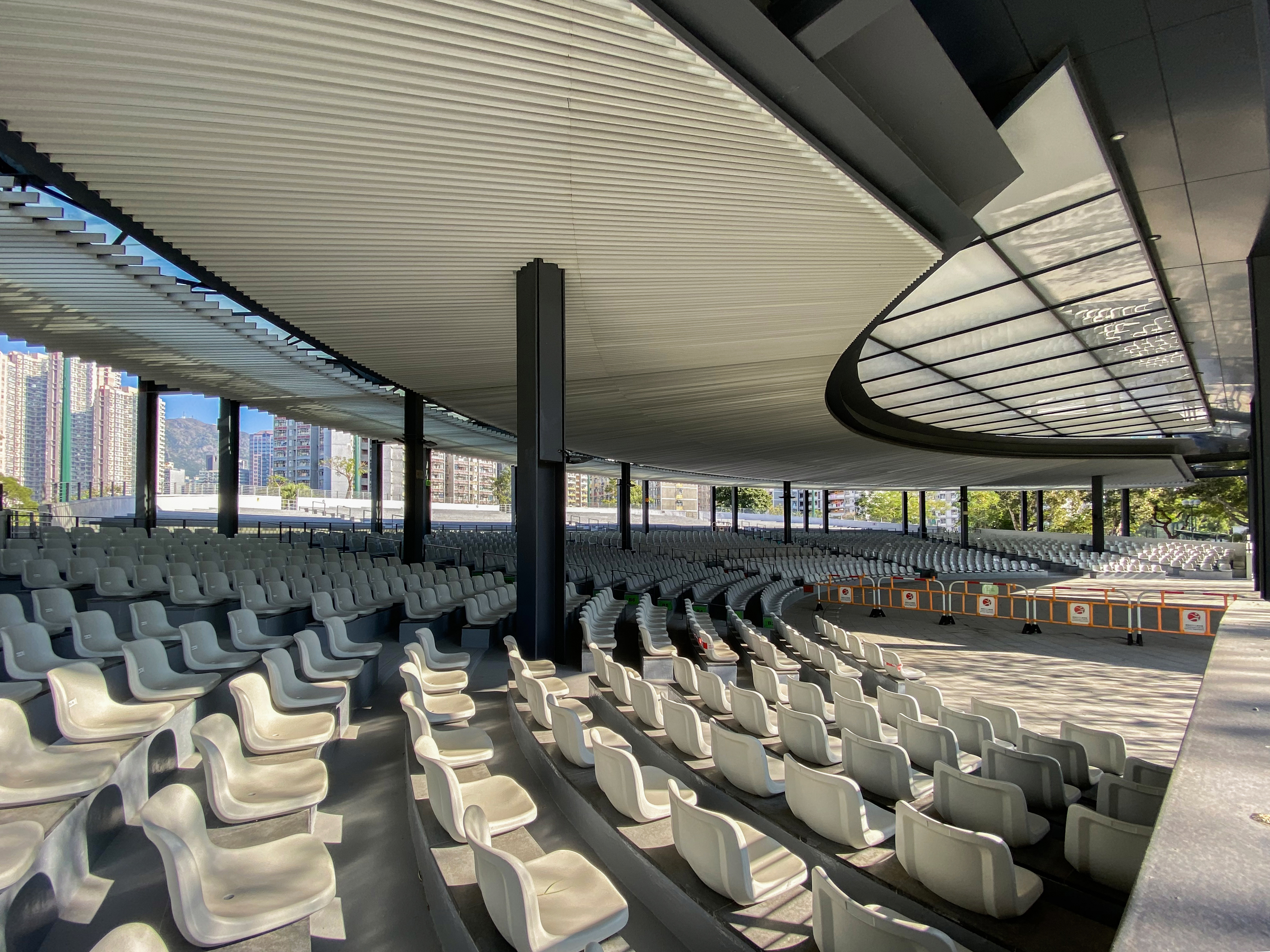
翻新後的露天劇場內貌
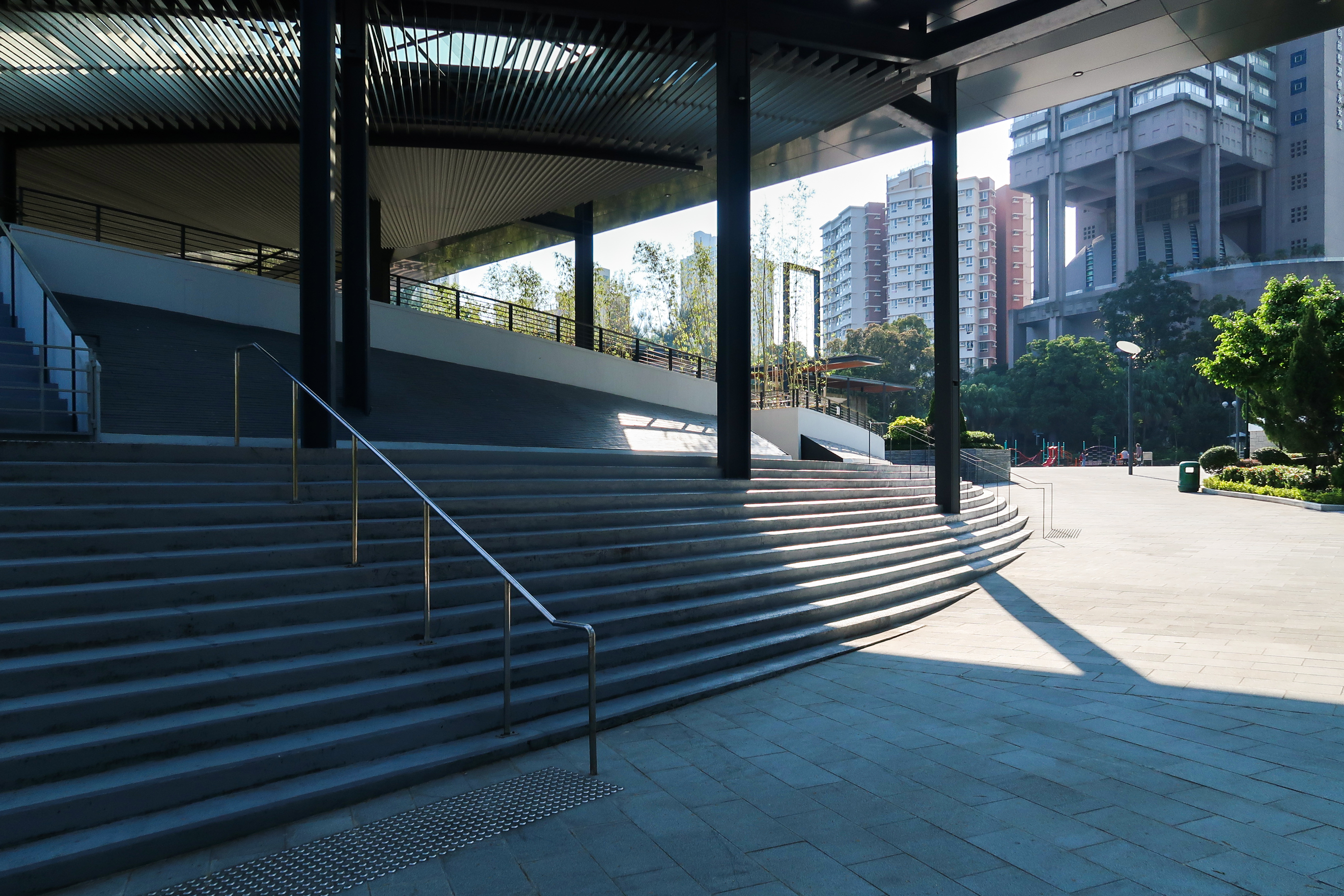
翻新後的露天劇場保留了原有的樓梯結構
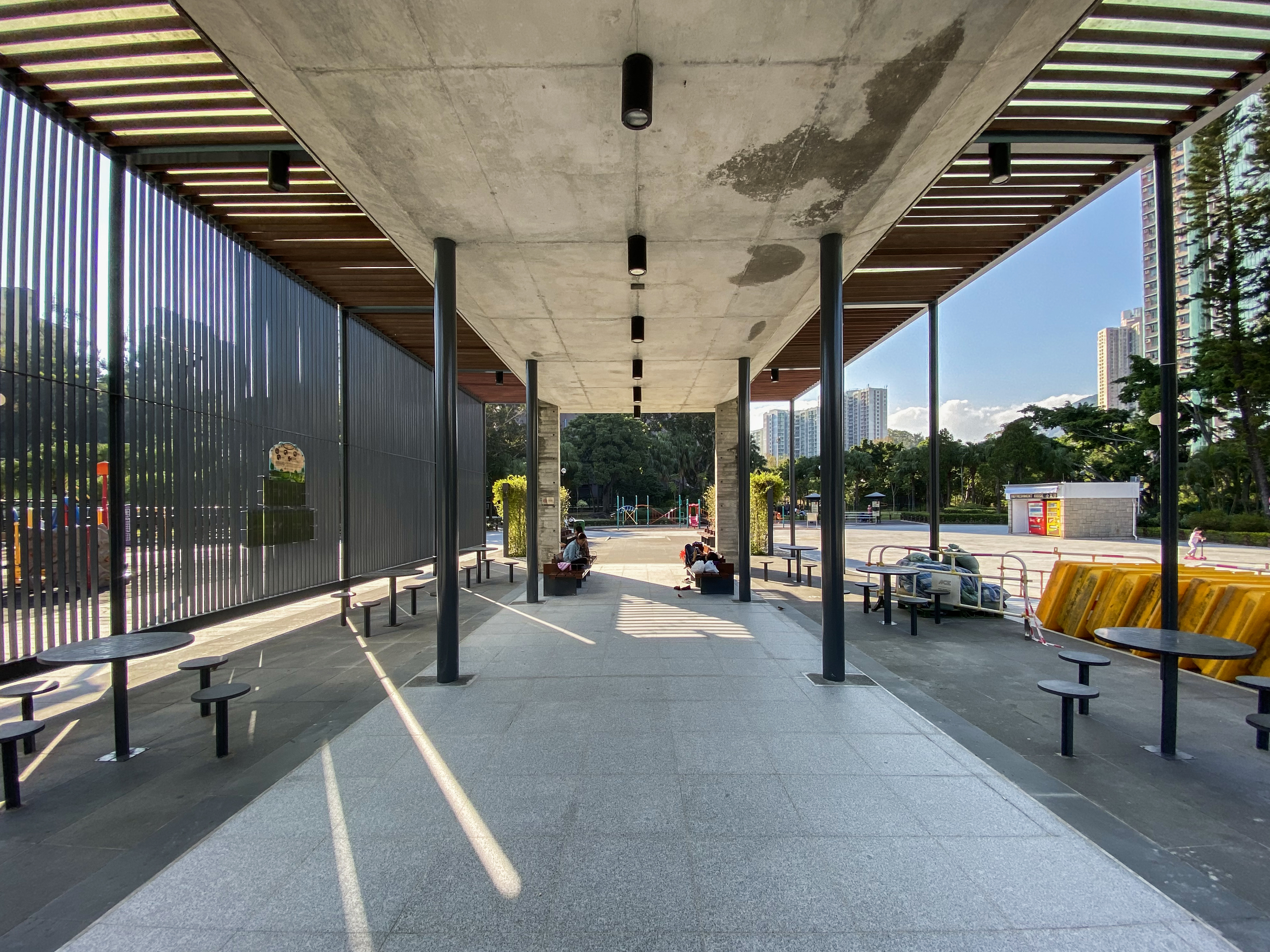
翻新後的露天劇場設休憩區

### 連接三號及四號公園的行人天橋
現時摩士公園四個部份，每部份皆被一條道路分隔，結果令市民往返公園每個部份，都必須橫過馬路，減低了市民前往的意欲，因此民建聯早在2011年已要求特區政府在二號、三號及四號公園之間加設行人天橋連接，以加強摩士公園的連接性。黃大仙區議會其後通過成立「改善摩士公園連接性」工作小組，邀請相關部門代表共同研究工程的可行性及整體改善公園設施的方法，並致函民政事務局局長來要求改善摩士公園連接性。在2013年，該建議獲納入社區重点項目計劃，工作小組隨即解散以精簡議會架構。
政府其後在《2018至2019年度財政預算案》中宣佈預留80億元，在十八區增加地區設施，包括興建一條有蓋行人天橋連接摩士三號及四號公園，路政署亦於2019年中完成工程技術可行說明書，並獲發展局核准，最後於2024年2月16日動工，並預期於2027年落成。

## 設施
公園現時共分為四個區域，並以號碼作識別。

### 一號公園
一號公園位於啟德明渠及大同街之間，毗鄰東頭邨及啟德花園，前身是隔坑村一帶，是四區之中面積最小的一區，園內只有太極園、簡單露天廣場及噴水池，另外公園東側設有與聖公會基德小學連接的南門（緊急專用）。

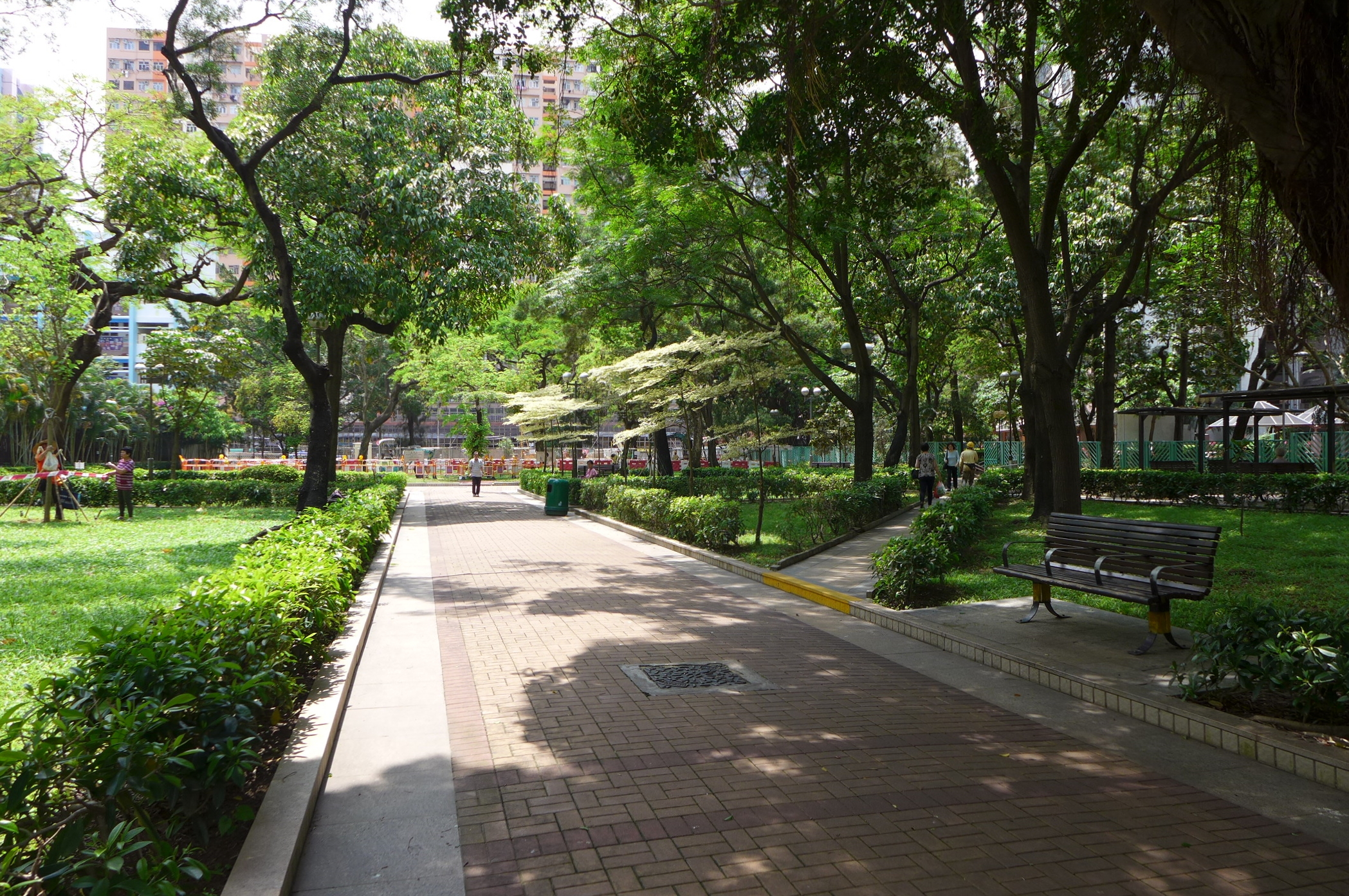
摩士公園一號公園
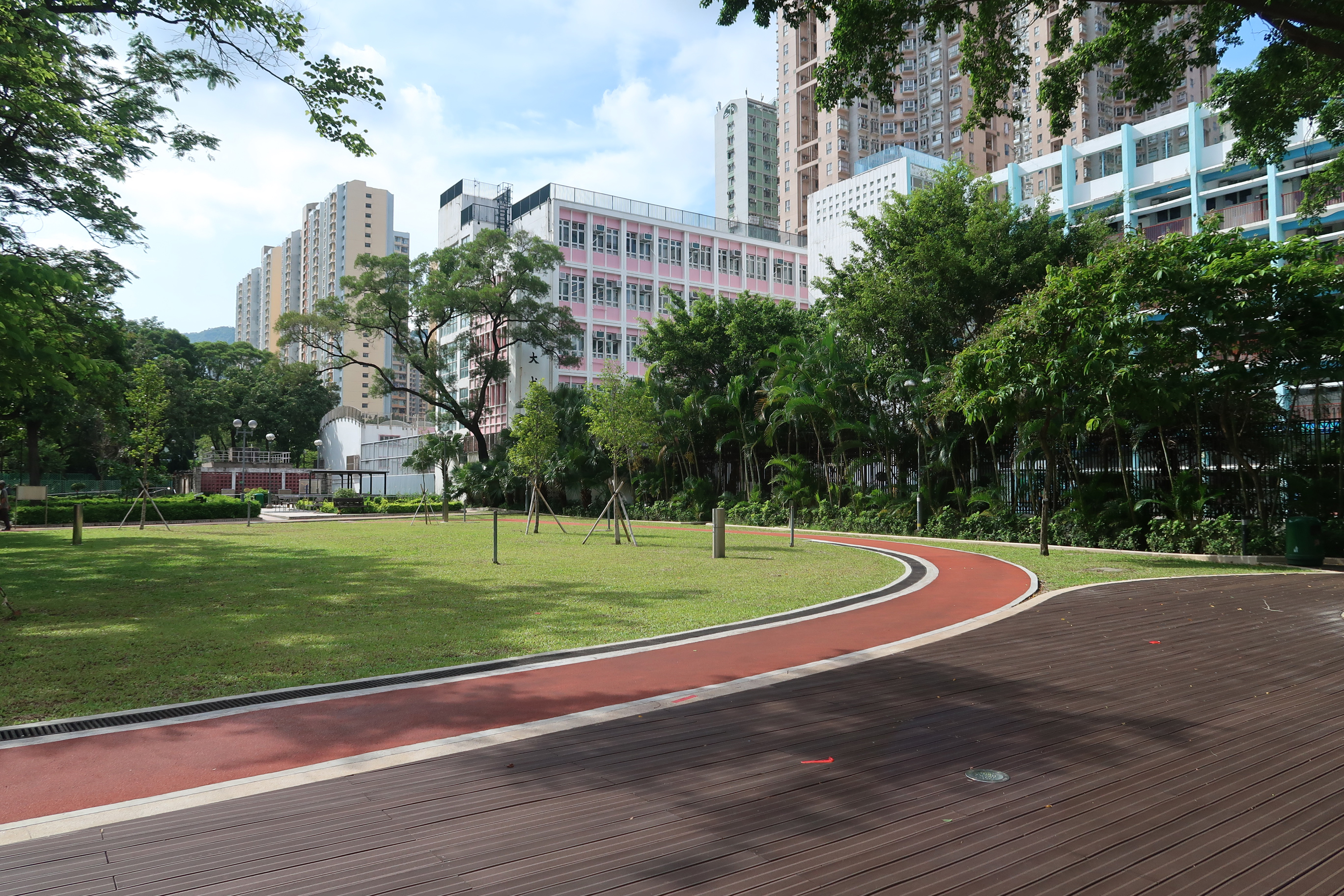
一號公園在2017年翻新後設緩跑徑

### 二號公園
二號公園位於大同街及東頭村道之間，毗鄰東頭邨及黃大仙下邨，前身是石鼓壟村一帶，當中棕櫚園佔地0.2公頃，是園內最惹人注目的設施，至1991年中，園內植約有22品種共80多棵棕櫚樹，多從東南亞地區例如華南及台灣運來，令園景別具東南亞風情，俯瞰或從視平線近距離觀賞園景，儼如置身馬來西亞。而原有苗圃已於2007年由黃大仙民政事務處運用「地區展新姿」計劃的撥款改建成黃大仙文化公園，內有一口百年古井，於2008年10月啟用。

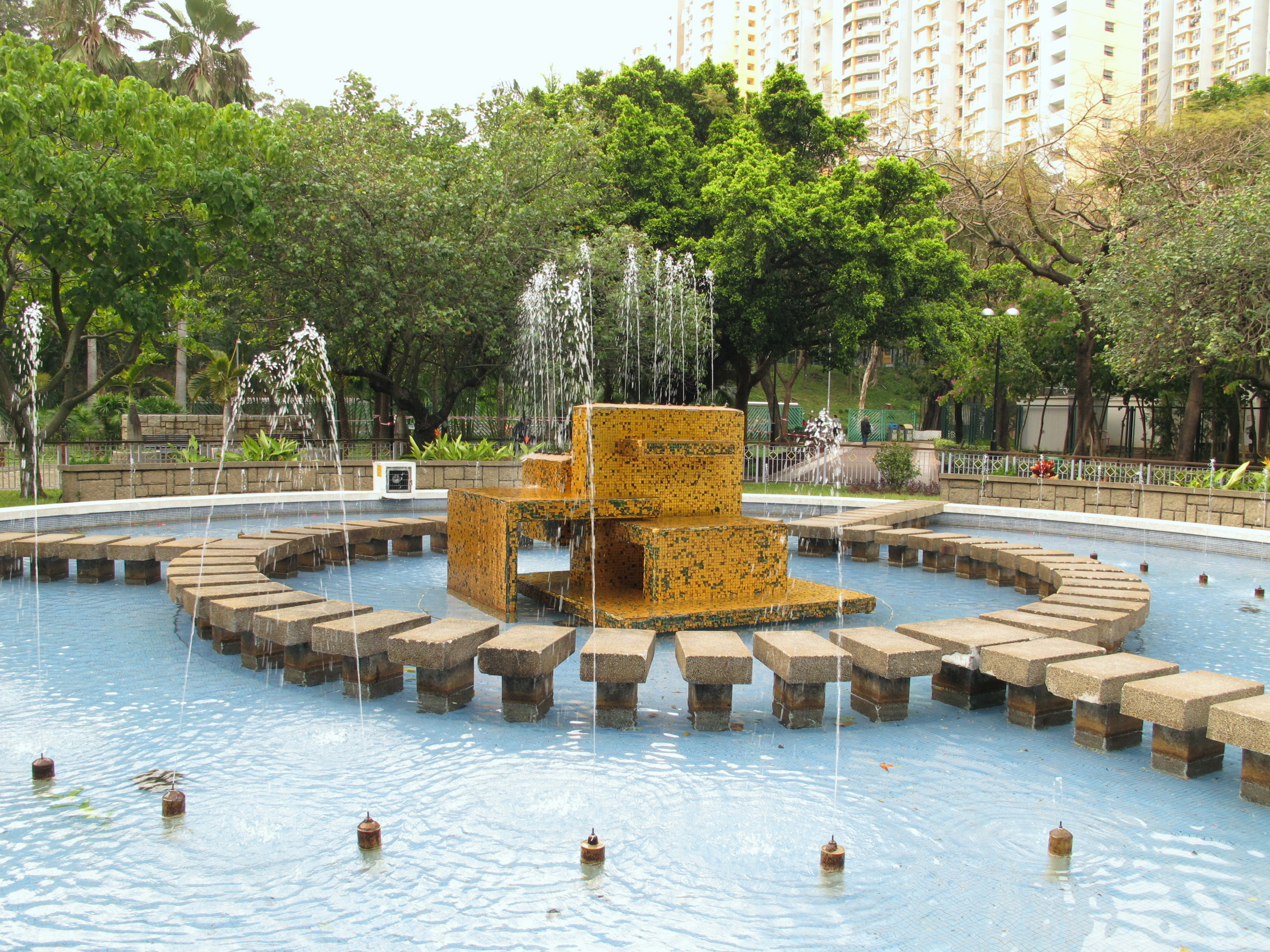
二號公園內的噴水池自1960年代保留至今，唯近年起不再運作

### 三號公園
三號公園位於介乎東頭村道及龍翔道之間的鳳舞街東側，前身為打鼓嶺山崗，是四區之中面積最大的一區。內有游泳池、室內體育館、數個足球場（硬地、草地及人造草）及籃球場等康樂設施。三號公園內也設置了蝴蝶閣，以種植開花植物為蝴蝶提供棲息地。三號公園也是黃大仙及樂富的分界線。

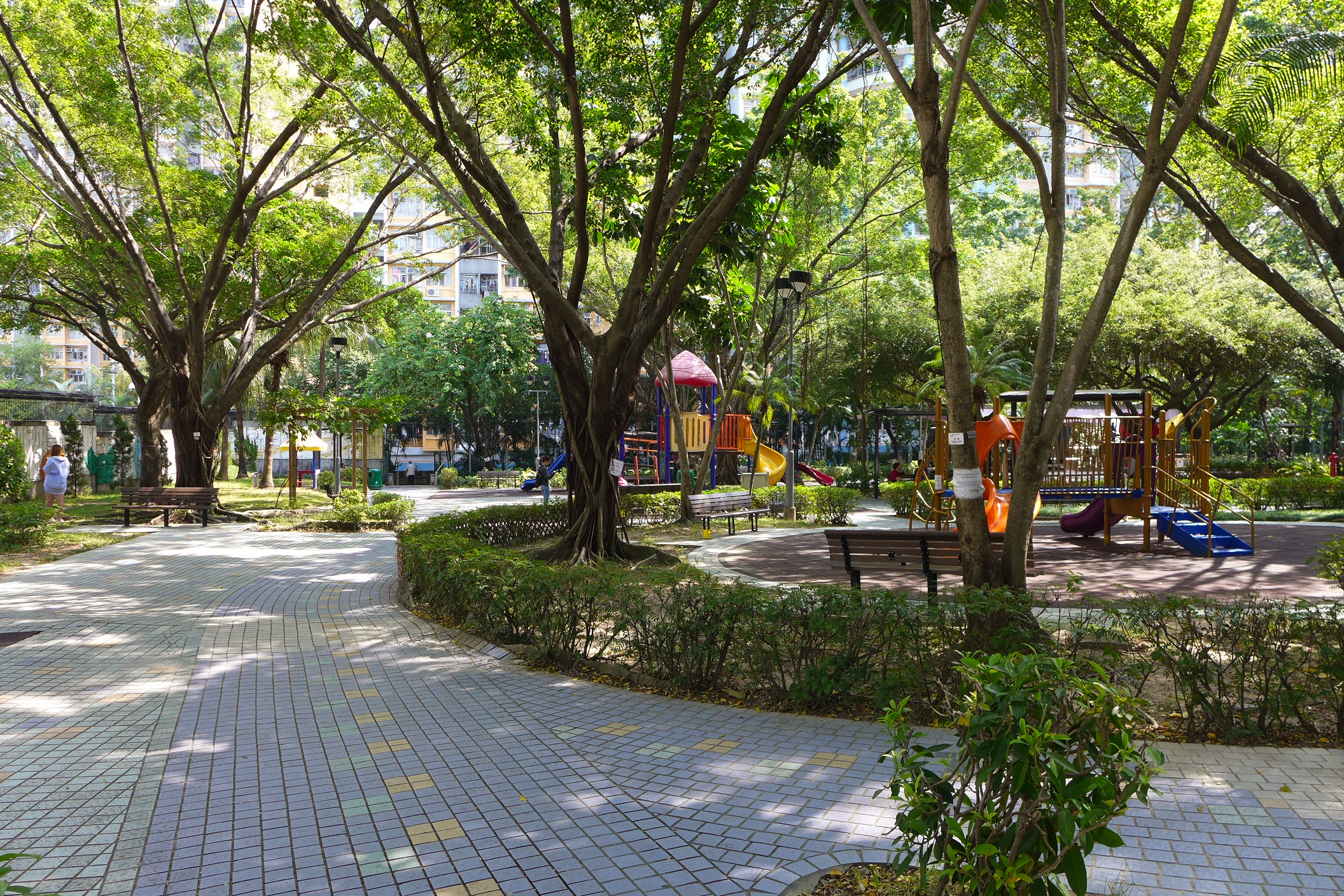
摩士公園三號公園內的兒童遊樂場
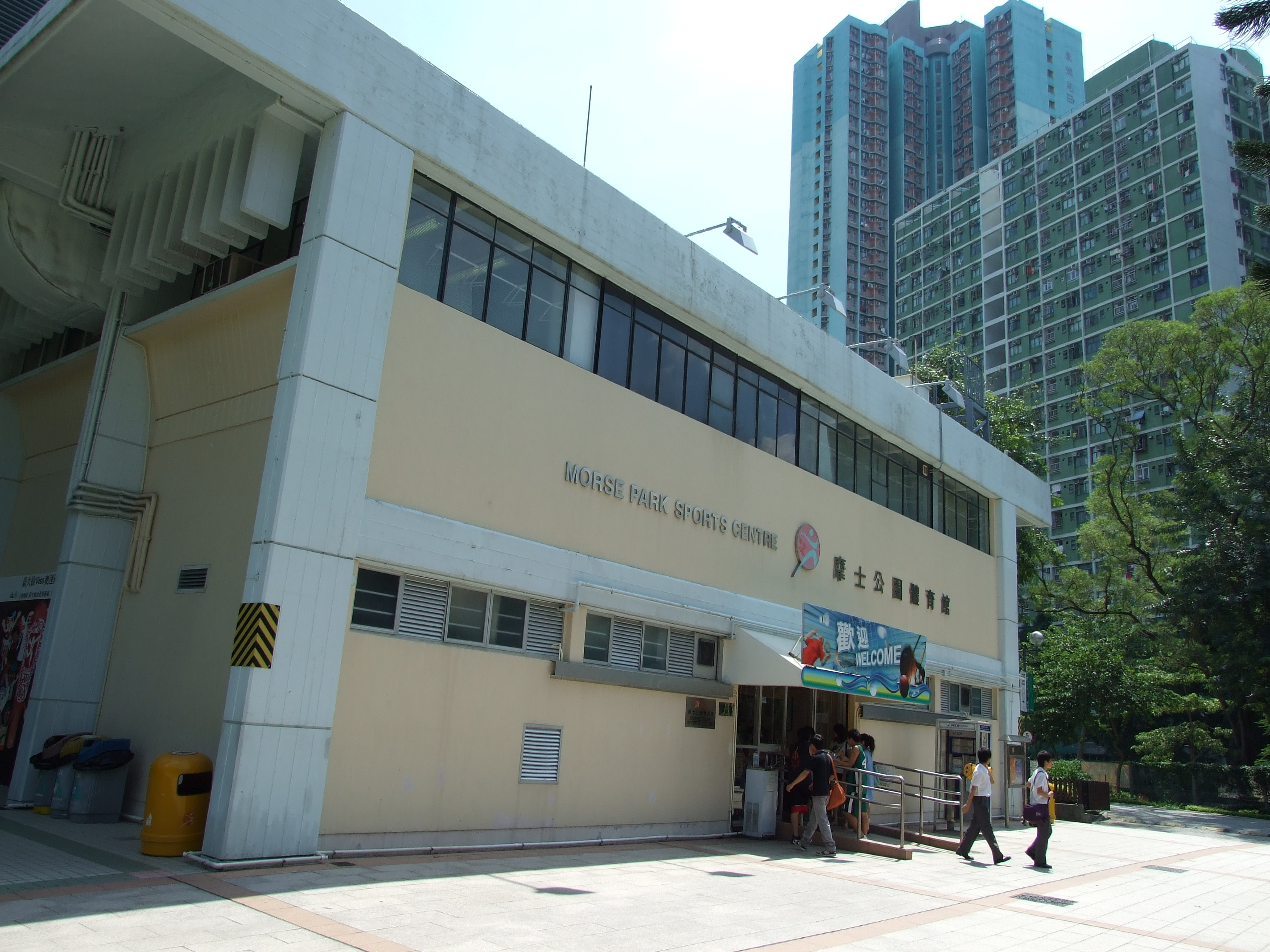
摩士公園體育館
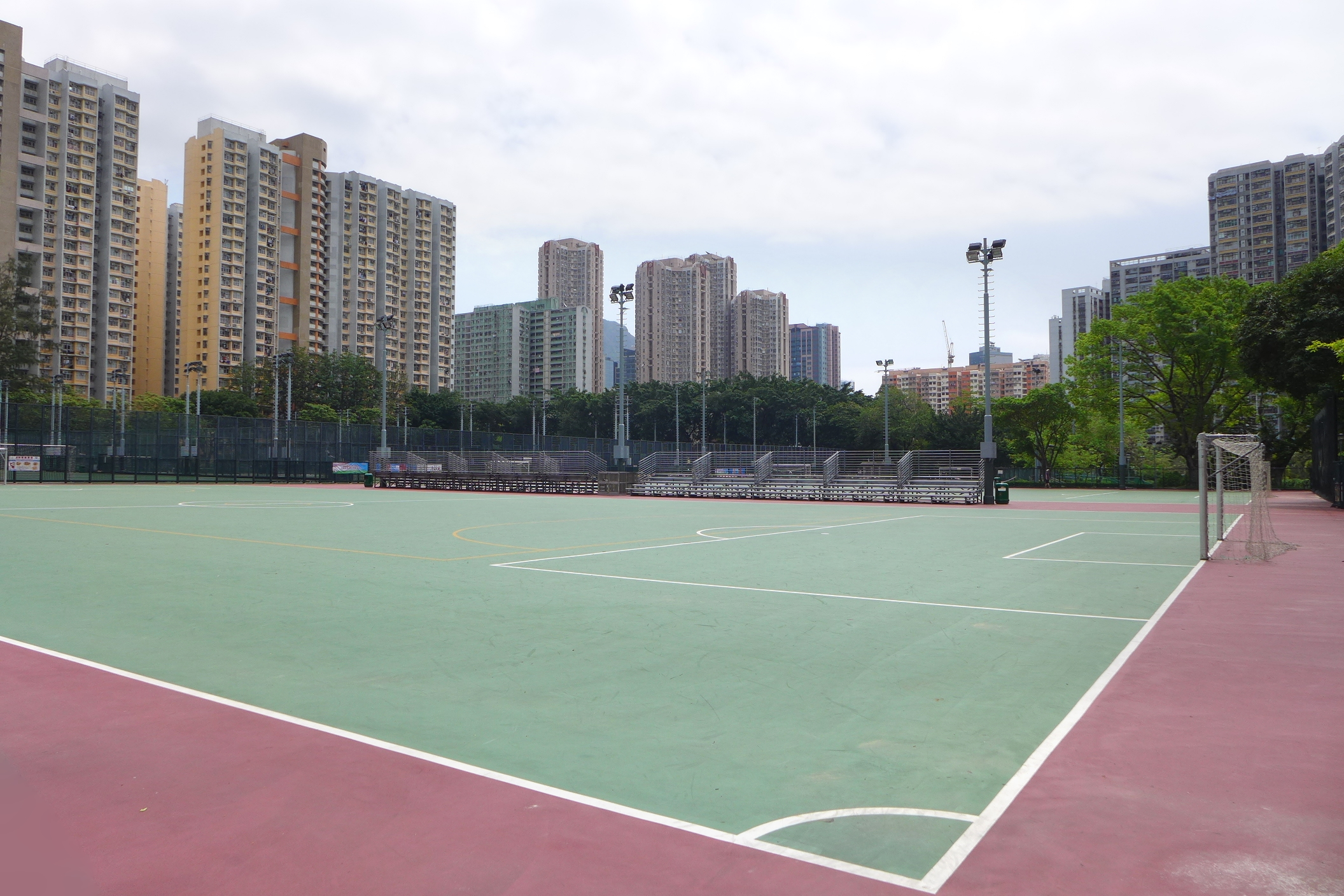
三號公園內的硬地足球場
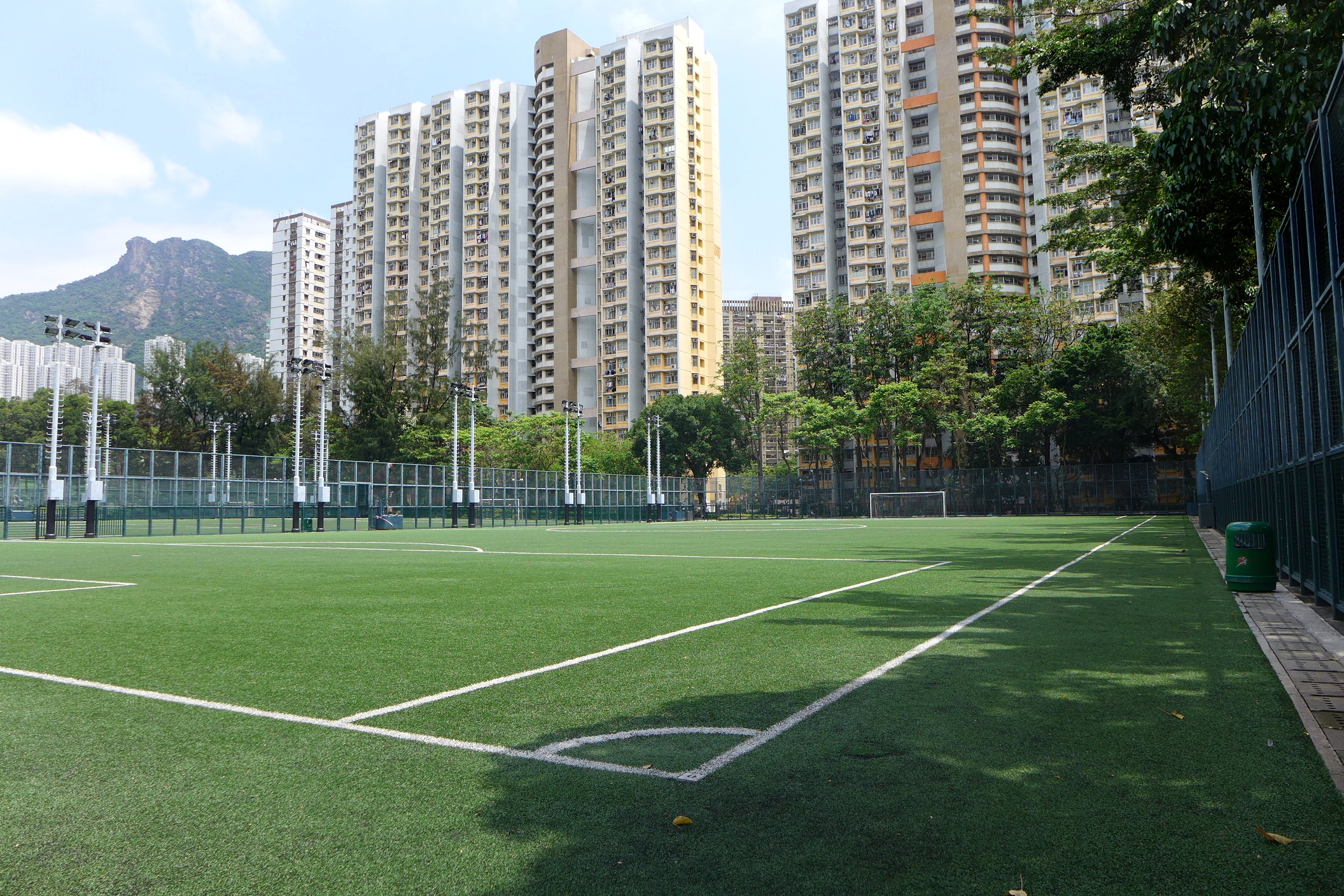
三號公園內的草地足球場
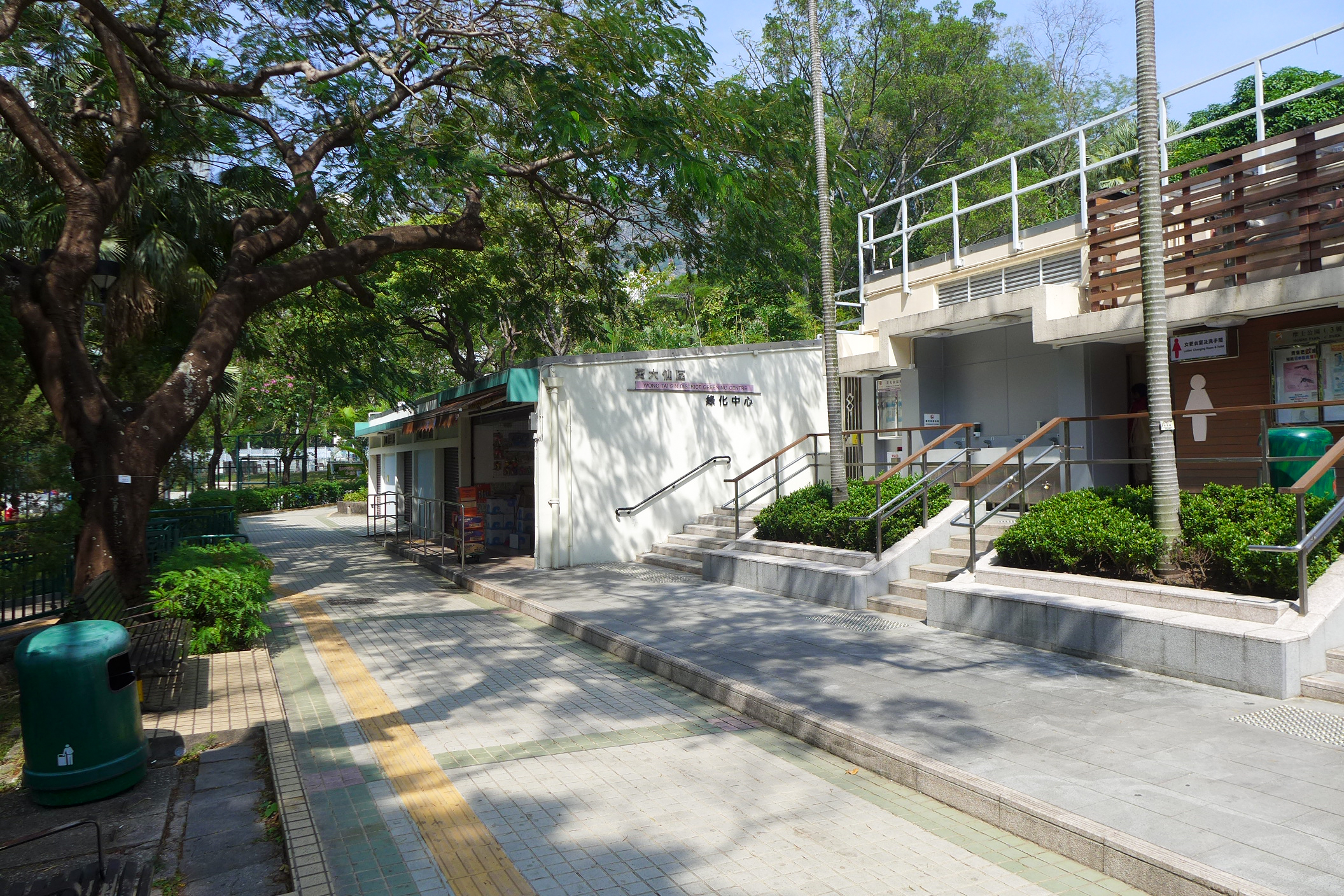
三號公園內的黃大仙區綠化中心
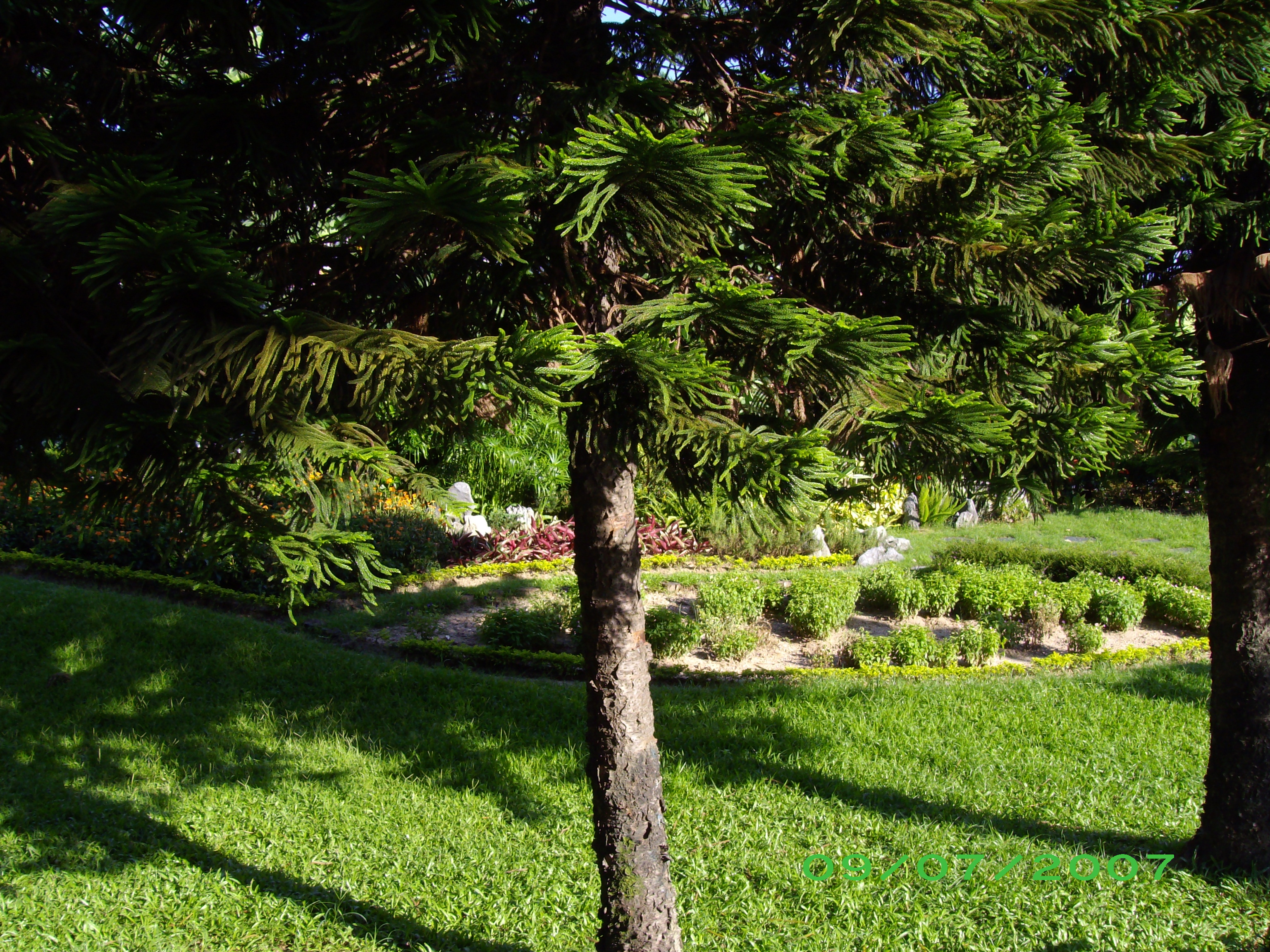
摩士公園蝴蝶閣

### 四號公園
四號公園位於杏林街30號，內有網球場、滾軸溜冰場、室內壁球場及露天劇場。該處曾經設模型船池，並在1966年起放置第一代卜公碼頭的上蓋，作為涼亭之用，不過在1969年8月改建為香港首個露天劇場，到同年12月開放用作香港節活動。而卜公碼頭的上蓋到2006年遷往赤柱擺放。公園服務大樓亦位於此區。

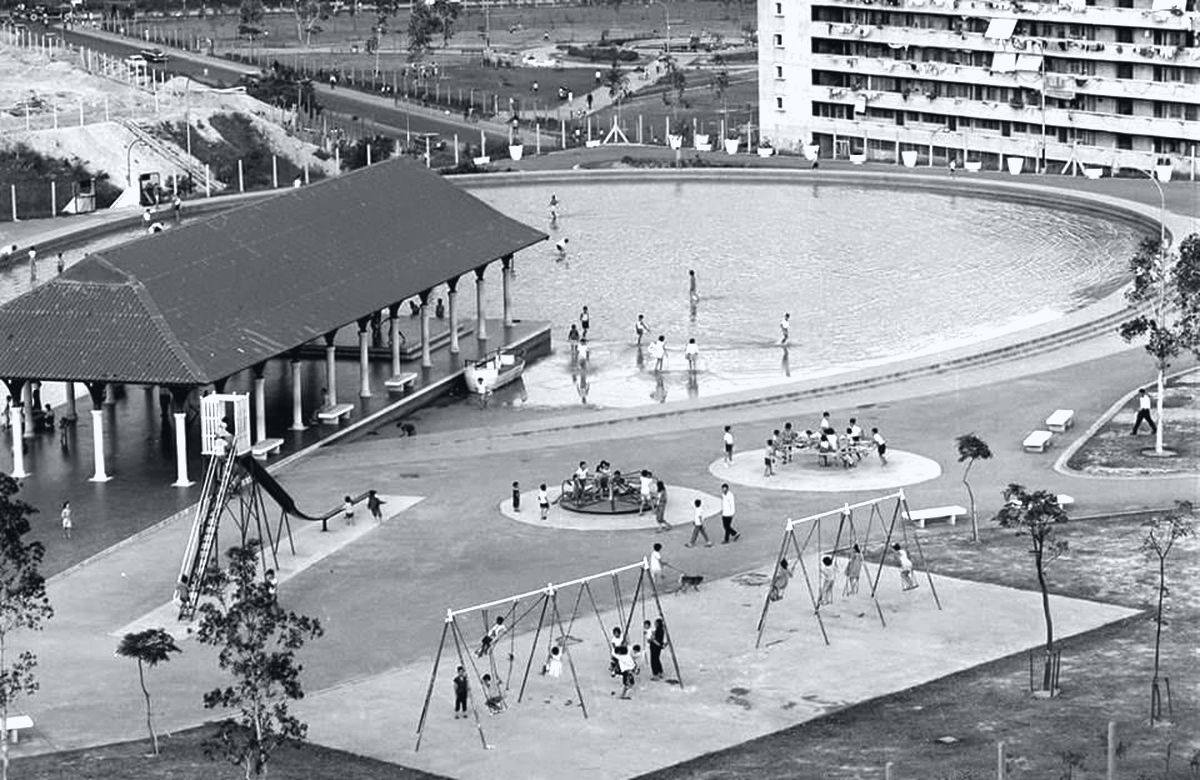
1960年代的摩士四號公園，該處曾經設模型船池，不過到1969年8月改建為香港首個露天劇場
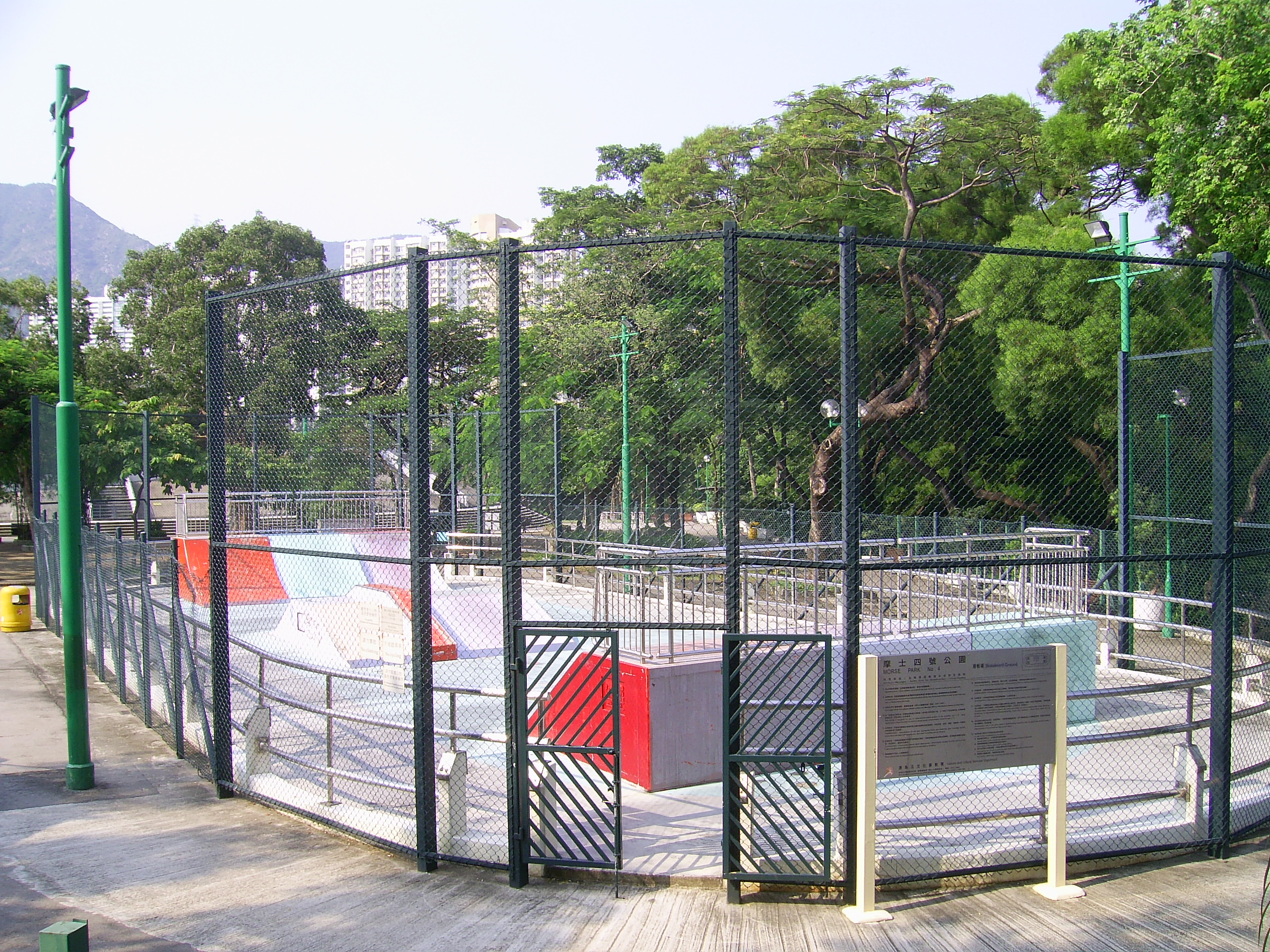
摩士公園四號公園滾軸溜冰場
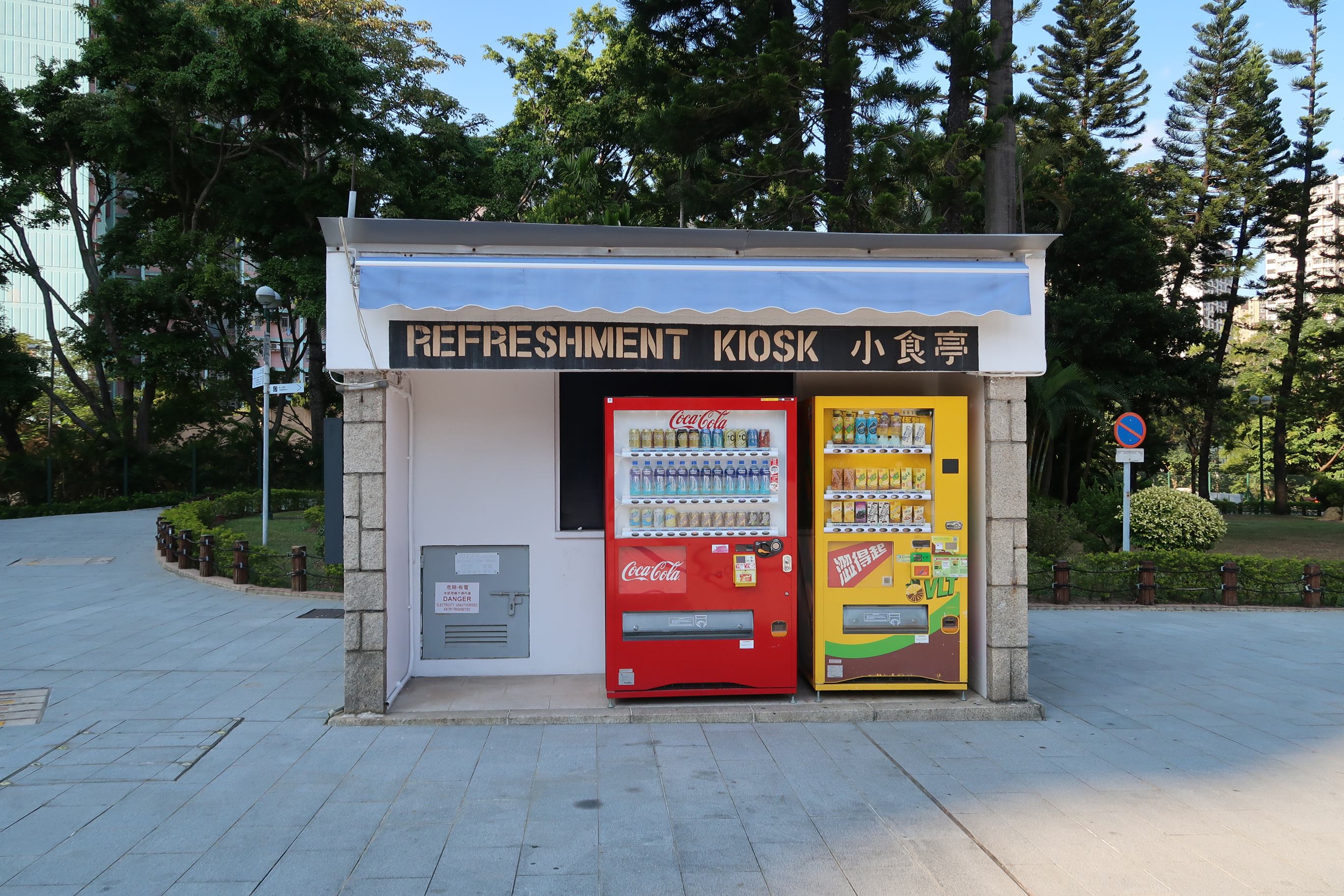
小食亭已經改為自動售賣機
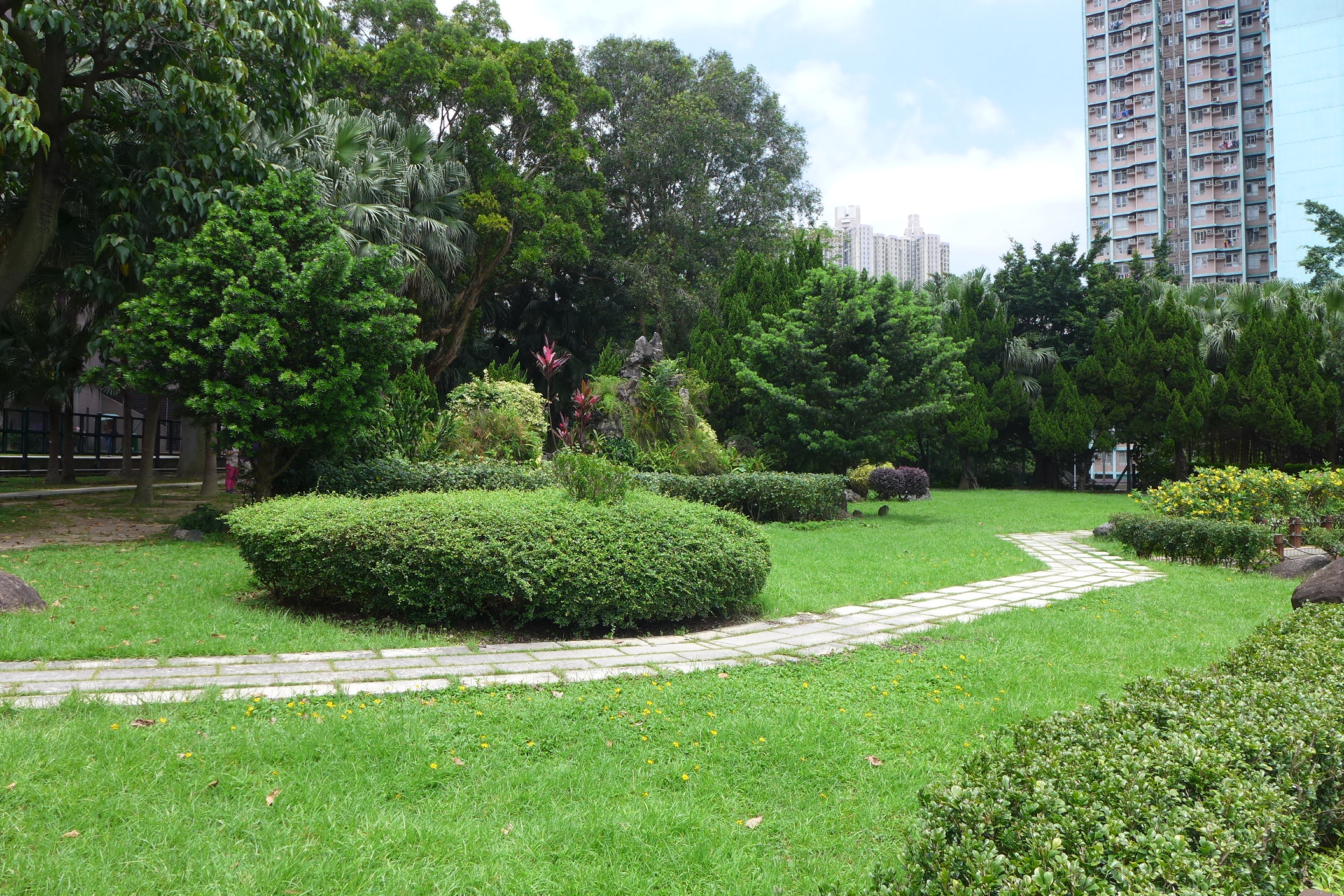
四號公園草坪

## 軼事及爭議事件
- 1993年，香港孔教學院曾申請將一號公園改建為孔廟[45]，但不果。
- 2015年，有市民發現一群晨運客在二號公園近入口處草坪聚集跳舞，並不使用位於黃大仙文化公園的露天廣場，令草地被頻頻踐踏下變得光禿禿。該市民曾經多次向公園職員反映，惟情況未有改善。立法會議員張超雄要求康文署檢討保養措施成效，同時加強勸喻晨運客前往合適場地跳舞[46]。

## 外部連結
- . 康樂及文化事務署.   [2020-07-25]. （原始内容存档于2020-07-21）.